# Санкт-Петербургский трубочный завод
Санкт-Петербургский трубочный завод — памятник архитектуры. Расположен в Санкт-Петербурге, современный адрес — Уральская улица, 1.
Угловой участок № 1 на берегу реки Смоленки на острове Голодае во второй половине XVIII века принадлежал купцу Л. Р. Мануйлову, который разместил на нём деревянные и каменные амбары для хранения пеньки и льна. В 1806 году государство приобрело эти постройки и дополнительно построило каменные склады для вина, вследствие чего участок стали называть Винным городком. После поражения России в Крымской войне 1853—1856 годов встала задача перевооружения армии, и в 1869 году участок был передан патронному заводу, приспособившему склады под производственные помещения (сохранилось правое крыло одного из корпусов, выходящего на Малую Неву, предположительно здание в стиле классицизма построил Луиджи Руска).
7 июня 1869 года на участке начал работу Васильевский гильзовый завод. В приказе упоминалось, что Васильевский винный городок планировался как временное помещение заведения для приготовления патронов. В 1892 году отделение преобразовали в завод, с 1900 года носивший название Трубочного, с 1922 года — имя Калинина.
Исторические здания для завода строили в кирпичном стиле Р. Р. фон Генрихсен и А. Д. Шиллинг. В XX веке в связи с расширением предприятия строились новые цеха.
В 1882 году по проекту Генрихсена была построена меднолитейная мастерская, у её центрального портала три арочных витражных окна и насыщенный кирпичный декор.
В 2016 году часть корпусов завода была выставлена на продажу, остальные лишились государственной охраны — часть Винного городка, литера Ж, была признана недостаточно сохранившейся после перестроек, под охраной остались меднолитейная мастерская (литера У), производственный корпус с часовой башней (литера В, на башне выложены буквы Т и З), заводоуправление (литера В), здание мастерских (литера М), сборочно-снаряжательная мастерская (литера Ч) и «Дом сторожей» (лаборатория, литера Щ). Часть территории была застроена заново, дореволюционные здания в 2019 году планировалось приспособить под общественно-деловой центр, в одном из производственных корпусов планировалось обустроить ресторан. В 2022 году был одобрен проект реконструкции с воссозданием восьмиколонного портика литеры Ж, проведение которого началось с демонтажа части конструкций здания (два других здания, ранее снятых с охраны, снесли).